# 圖爾亞 (蘇梅州)
50°53′30″N 35°20′56″E / 50.89167°N 35.34889°E
圖爾亞（烏克蘭語：Тур'я）是位於烏克蘭中部的村落，隸屬蘇梅州蘇梅區同名市鎮。該村距離馬爾伊內和普羅霍德2.5公里，海拔高度184米，2001年人口454。